# Filip Sveningsson
Filip Sveningsson, född 3 juli 1999 i Gislaved, är en svensk professionell ishockeyspelare som spelar för BIK Karlskoga Hockey (23/24) i Hockeyallsvenskan. Han har tidigare spelat för Oskarshamn, HV71 och MoDo.